# Zambézia
Zambezia – prowincja w Mozambiku, położona w środkowej części kraju. Graniczy na północy z prowincjami Niassa i Nampula, na zachodzie z prowincją Tete i państwem Malawi, a na południu z prowincją Sofala. Ośrodkiem administracyjnym prowincji jest Quelimane (246,9 tys. mieszk.). Inne ważne miasta to Gurue i Mocuba. 
Według spisu z 2017 roku zamieszkiwana przez blisko 5,2 mln mieszkańców.

## Warunki naturalne
W prowincji ma swoje ujście rzeka Zambezi, od której nazwę wzięła prowincja. Zabagnione wybrzeże porastają zarośla mangrowe. Wnętrze prowincji porastają lasy tropikalne.

## Gospodarka
Uprawia się ryż, kukurydzę, kasawę, nerkodrzew, trzcinę cukrową, orzechy kokosowe, owoce cytrusowe, bawełnę oraz herbatę. Na wybrzeżu rozwinęło się rybołówstwo, zwłaszcza krewetek.

## Dystrykty
- Alto Molocue
- Chinde
- Gile
- Gurue
- Ile
- Inhassunge
- Lugela
- Mocuba
- Maganja da Costa
- Milange
- Mopeia
- Morrumbala
- Namacurra
- Nicoadala
- Namaroi
- Pebane
- Cidade de Quelimane